# Museo di storia naturale Giacomo Doria
Il Museo civico di storia naturale di Genova è un importante museo cittadino. Ha sede in via Brigata Liguria.
È intitolato a Giacomo Doria, che ne fu il fondatore e il direttore per oltre quaranta anni.
Dal 1922 nel Museo ha la sua sede la Società entomologica italiana, mentre la biblioteca della Società ha sede in corso Torino.

## Storia
Il Museo Doria nasce da un'idea e sotto gli auspici, specialmente finanziari, del fondatore. Il 24 aprile 1867 il Comune ne approvò l'istituzione con sede nella Villetta Dinegro, ma già all'inizio del Novecento il continuo arrivo di nuovi reperti e collezioni, soprattutto zoologiche, costrinse il museo ad edificare una nuova e più ampia struttura.

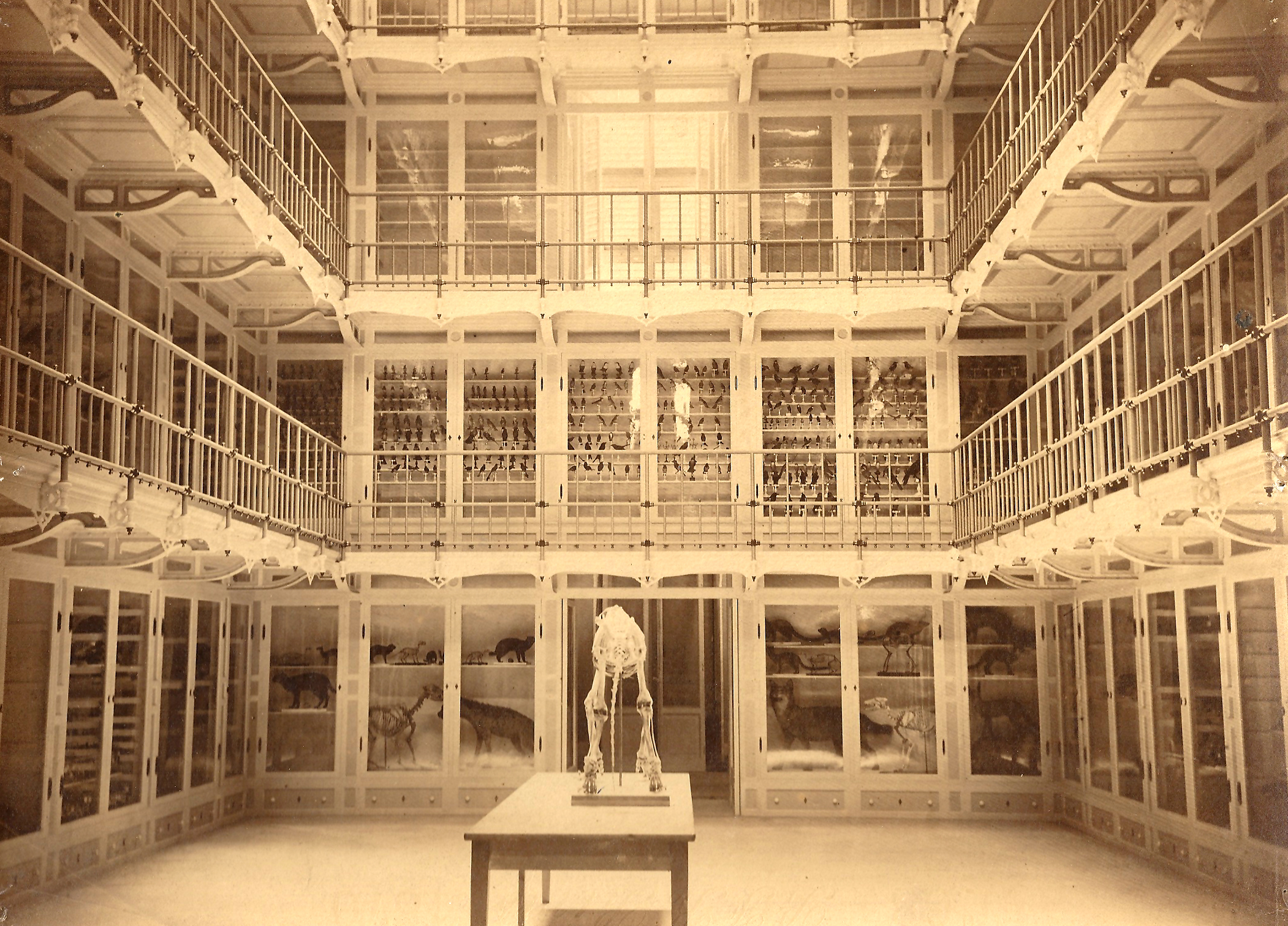
La vecchia sede a villetta di negro

Dopo una visita a vari musei europei, effettuata assieme a Gestro, l’Ingegnere Capo del Comune, Clodoveo Cordoni, nel 1896 stese comunque il progetto di un nuovo edificio da destinare al Museo. Il progetto del 1896 prevedeva un palazzo imponente con cupole e un enorme scalone di ingresso. Per mancanza di fondi e di effettiva volontà politica la realizzazione però tardò a concretizzarsi, malgrado il continuo intervento di Doria sulle autorità cittadine; infine il progetto venne ridimensionato, eliminando cupole e grande scalone d’accesso. Così, i lavori per la costruzione del nuovo palazzo (quello attuale) iniziarono solo nel 1905 e si conclusero nel 1912. L'inaugurazione della nuova ed attuale sede, costruita su un progetto dell'architetto Clodoveo Cordoni, avvenne il 17 ottobre 1912, ma il fondatore Giacomo Doria, gravemente malato, non poté partecipare. Morì poco tempo dopo lasciando il titolo di direttore a Raffaello Gestro.
Il Museo fu creato in una zona della città fuori dalle mura e a quel tempo praticamente disabitata. L'idea originale era infatti di avere a disposizione ulteriore spazio per l'ampliamento dell'edificio (punto di riferimento era il Museo nazionale di Parigi), cosa che risultò poi impossibile per la massiccia urbanizzazione della zona.

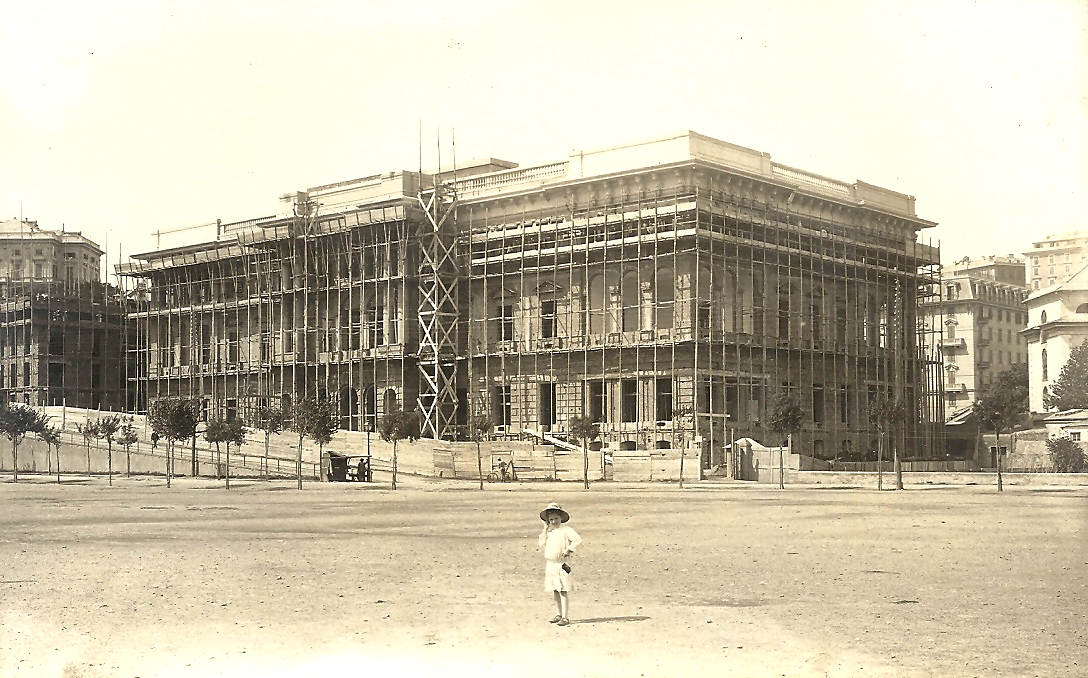
La nuova sede del Museo Doria in costruzione nel 1909

## Collezioni

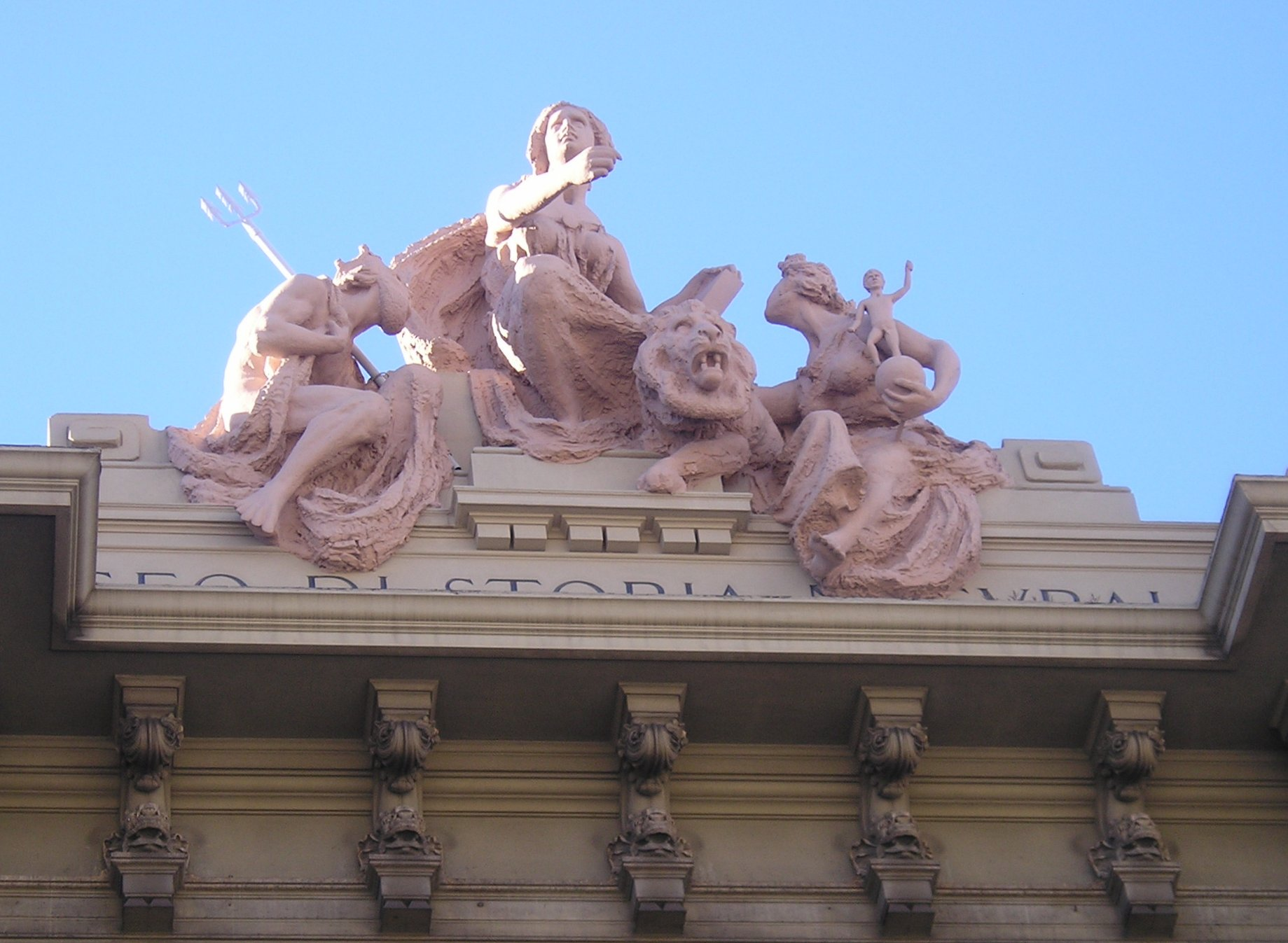
Veduta prospettica del Museo (statue sopra il portale di ingresso)

Alla fine del XIX secolo il Museo finanziò, sotto gli auspici della Società Geografica Italiana, una serie di viaggi in terre allora inesplorate dal punto di vista naturalistico.
Cominciarono così i viaggi del capitano Luigi Maria d'Albertis, di Leonardo Fea, Arturo Issel, Orazio Antinori, Odoardo Beccari e Lamberto Loria nell'arcipelago Mentaway (Sumatra), nella Birmania e nella Nuova Guinea.
Questi avventurosi e coraggiosi naturalisti riportarono in Italia milioni di esemplari di animali e vegetali, conservati nell'alcol, di cui moltissimi nuovi per la Scienza ed altrettanti ancora da studiare ai giorni nostri.
Il Museo si impose così come il più importante d'Italia per gli invertebrati, tanto da diventare Museo nazionale per gli insetti. Tutte le raccolte entomologiche fatte da spedizioni scientifiche e militari italiane, tra cui quelle coloniali in Libia, Somalia, Abissinia e Cirenaica, vengono inviate qui.
Dopo la seconda guerra mondiale, il Museo cesserà di essere museo nazionale, pur conservando ancora ai nostri tempi la più grande collezione entomologica d'Italia. Il numero stimato di esemplari supera infatti i 4 milioni.
Contemporaneamente il Museo acquisisce una grandissima raccolta di libri specialistici e riviste sugli animali, specialmente sugli insetti, tanto da diventare la principale biblioteca italiana sull'argomento. Tuttavia i bombardamenti inglesi della seconda guerra mondiale, oltre a danneggiare la città e la sua cattedrale, incendieranno anche parte della biblioteca, facendogli perdere il primato a favore di quella del Museo civico di Milano.
Nella superficie espositiva, sono esposti più di 6.000 esemplari. È anche presente uno dei 3 Tilacini nei musei di tutta Italia 
All'interno del museo è esposto, tra l'altro, lo scheletro, della lunghezza di circa 20 metri, di una balenottera morta nel 1878, spiaggiata davanti al comune spezzino di Monterosso al Mare.
Direttore della struttura museale è dal 2012 Giuliano Doria.

## La biblioteca
La Biblioteca specializzata del Museo nacque col museo stesso nel 1867 e quindi con la donazione dei volumi scientifici di Giacomo Doria e Lorenzo Pareto.
Durante la Seconda Guerra Mondiale la biblioteca andò distrutta la notte tra il 7 e l’8 novembre 1942 a causa di un bombardamento: 30.584 volumi vennero distrutti. 
Grazie all’incremento notevole dei volumi verificatosi a partire dalla fine degli anni Settanta (a seguito di acquisti e di cambi) si rese necessaria la realizzazione di un soppalco sopraelevato in tutte le tre sale della biblioteca. Il progetto venne realizzato a partire dal 1987 e la nuova struttura fu inaugurata nel 1995, portando lo sviluppo da 350 mq, a 540 mq. e gli scaffali da 215 a 390. Nel luglio 2017 le opere schedate hanno raggiunto il numero complessivo di circa 95.000, derivante dalla somma di oltre 17.000 monografie e più di 77.500 miscellanee. Per quanto riguarda i periodici, il numero di testate è attualmente di circa 1.200, 700 delle quali in corso, ormai solo in cambio con gli “Annali”; dal 2013 è iniziata l’informatizzazione delle schede.

## Pubblicazioni scientifiche del Museo
Gli Annali nacquero nel 1870 per volontà di Giacomo Doria, allo scopo di illustrare le collezioni del Museo, divulgare le scoperte dei viaggiatori, promuovere la sistemazione del materiale scientifico del Museo, distribuire gli Annali agli istituti dei vari paesi per ottenere in cambio le loro pubblicazioni e in tal modo arricchire la biblioteca.
Nei primi 100 volumi (1870-2009) si sono pubblicate 56.651 pagine a stampa, per un totale di 2.144 articoli, scritti da 737 diversi autori.
Il secondo periodico, Doriana, regolarmente pubblicato dal 1949, è destinato ad accogliere lavori brevi. Il numero 400 è stato pubblicato nel 2016.
Delle Memorie del Museo Civico di Storia Naturale “G. Doria” è stato stampato un unico numero, nel 1954, per accogliere un  testo di argomento paleontologico.